# Evangelische Kirche (Siegelbach)
Die evangelische Kirche ist eine protestantische Pfarrkirche im Ortsteil Siegelbach der Stadt Kaiserslautern. Sie steht als Einzeldenkmal unter Denkmalschutz.

## Geschichte
Die Kirche wurde in den Jahren 1905 bis 1907 nach Entwürfen von Ludwig Levy erbaut.

## Architektur
Die asymmetrische Kirche aus rotem Sandstein wurde nach Osten ausgerichtet. Die zweischiffige Halle mit mächtiger Empore endet in einem eingezogenen rechteckigen Chor mit Klostergewölbe. Das Äußere der Kirche ist eine Vermischung neobarocker mit Jugendstilformen. Die südliche Langseite besitzt eine dreijochige Schaufront mit Schweifgiebeln und einem hohen Flankenturm über quadratischem Grundriss und oktogonalem Schallgeschoss. Eine Welsche Haube mit Laterne schließt den Turm ab. Auf der westlichen Giebelseite sitzt ein neubarockes Portal. Darüber zwei Okuli. Im geschweiften Knickgiebel schließlich zwei gekuppelte Fensterchen. Das Portal mit zweiflügeligem Türblatt mit Rundbogen wird von Pilastern gerahmt, die einen aufwendig geschmückten Giebel tragen. In der zentralen Kartusche Inschrift mit dem Bibelspruch: „Ich will meine Wohnung unter Euch haben“ (3. Mose 26,11 ). Im Erdgeschoss des Turmes findet sich ein einfacheres hochrechteckiges Portal.
Das Hauptschiff der Kirche wird von einem Tonnengewölbe überragt. Die drei Joche der Schaufassade bilden im Inneren ein Seitenschiff, dessen Quertonnen von mächtigen Rundsäulen getragen werden. Man betritt den Kirchensaal über eine Vorhalle. An der südöstlichen Ecke befindet sich eine Sakristei. Auffällig ist die hölzerne Empore im Seitenschiff, die sie sich bis in das westliche Drittel des Hauptschiffes fortsetzt.
Der Skulpturenschmuck in und an der Kirche wurde von Jakob Jausel nach Entwürfen von Heinrich Bauer aus Karlsruhe geschaffen.

## Ausstattung
Die schlichte Ausstattung ist weitgehend im Original erhalten. Der Altar stammt aus der Erbauungszeit. Der Sockel der ehemaligen Kanzel ist heute Taufstein. Die Orgel stammt von der Firma H. Voit & Söhne aus Durlach. Erhalten ist auch der Jugendstil-Deckenleuchter. Die Glasfenster sind hell gehalten und zeigen im Chor figürliche Motive, ansonsten geometrische Dekore. Stuck und Bandelwerk schmücken das Innere außerdem.

## Umgebung
Im Kirchgarten steht ein 1927 von dem Bildhauer Jakob Jausel erschaffenes Kriegerdenkmal für die Gefallenen des Ersten Weltkrieges. Das an einen Hochaltar erinnernde Denkmal besteht aus einem gestuften Sockel. Es folgt ein dreigestufter Aufsatz aus rotem Sandstein mit Wappenschildern und Schwertern im unteren Teil, darüber ein Adler und obenauf ein breites Kreuz. 1957 wurde das Denkmal von August Deubzer für die Gefallenen und Vermissten des Zweiten Weltkriegs erweitert. Der Bildhauer stellte dem alten Denkmal je einen Kubus mit einer Opferschale zur Seite.